# Der Winzerkönig/Episodenliste

Logo zur Serie

Diese Episodenliste enthält alle Episoden der österreichischen Fernsehserie Der Winzerkönig, sortiert nach der Erstausstrahlung auf ORF 2. Die Fernsehserie umfasst drei Staffeln mit 39 Episoden.

## Übersicht
| Staffel | Episodenanzahl | Deutschsprachige Erstausstrahlung | Deutschsprachige Erstausstrahlung |
| Staffel | Episodenanzahl | Staffelpremiere                   | Staffelfinale                     |
| ------- | -------------- | --------------------------------- | --------------------------------- |
| 1       | 13             | 19. Juni 2006                     | 4. September 2006                 |
| 2       | 13             | 7. Februar 2008                   | 1. Mai 2008                       |
| 3       | 13             | 20. Mai 2010                      | 12. August 2010                   |

## Staffel 1
Die Erstausstrahlung der ersten Staffel war vom 19. Juni bis zum 4. September 2006 auf dem österreichischen Sender ORF 2 zu sehen.
| Nr. (ges.) | Nr. (St.) | Originaltitel             | Erstausstrahlung A | Regie                     | Drehbuch          |
| ---------- | --------- | ------------------------- | ------------------ | ------------------------- | ----------------- |
| 1          | 1         | Am Scheideweg             | 19. Juni 2006      | Holger Barthel            | Peter Mazzuchelli |
| 2          | 2         | Unerwartetes Erbe         | 26. Juni 2006      | Holger Barthel            | Peter Mazzuchelli |
| 3          | 3         | Ein neues Testament       | 3. Juli 2006       | Holger Barthel            | Peter Mazzuchelli |
| 4          | 4         | Neue Intrigen             | 10. Juli 2006      | Holger Barthel            | Peter Mazzuchelli |
| 5          | 5         | Schockierende Wahrheit    | 17. Juli 2006      | Holger Barthel            | Peter Mazzuchelli |
| 6          | 6         | Eine Welt bricht zusammen | 24. Juli 2006      | Holger Barthel            | Peter Mazzuchelli |
| 7          | 7         | Blinde Eifersucht         | 31. Juli 2006      | Claudia Jüptner-Jonstorff | Peter Mazzuchelli |
| 8          | 8         | Fatale Forderungen        | 7. Aug. 2006       | Claudia Jüptner-Jonstorff | Peter Mazzuchelli |
| 9          | 9         | Kuppelei                  | 14. Aug. 2006      | Claudia Jüptner-Jonstorff | Peter Mazzuchelli |
| 10         | 10        | Zeit der Lese             | 21. Aug. 2006      | Holger Barthel            | Peter Mazzuchelli |
| 11         | 11        | Ausflug mit Folgen        | 28. Aug. 2006      | Holger Barthel            | Peter Mazzuchelli |
| 12         | 12        | Glück im Unglück          | 4. Sep. 2006       | Holger Barthel            | Peter Mazzuchelli |
| 13         | 13        | Wenn das nur gut geht!    | 4. Sep. 2006       | Holger Barthel            | Peter Mazzuchelli |

## Staffel 2
Die Erstausstrahlung der zweiten Staffel war vom 7. Februar bis zum 1. Mai 2008 auf dem österreichischen Sender ORF 2 zu sehen.
| Nr. (ges.) | Nr. (St.) | Originaltitel        | Erstausstrahlung A | Regie                     | Drehbuch    |
| ---------- | --------- | -------------------- | ------------------ | ------------------------- | ----------- |
| 14         | 1         | Die Eisheiligen      | 7. Feb. 2008       | Holger Barthel            | Thomas Baum |
| 15         | 2         | Böses Spiel          | 14. Feb. 2008      | Holger Barthel            | Thomas Baum |
| 16         | 3         | Der Scheidungsantrag | 21. Feb. 2008      | Holger Barthel            | Thomas Baum |
| 17         | 4         | Über die Grenze      | 28. Feb. 2008      | Holger Barthel            | Thomas Baum |
| 18         | 5         | Die Reifeprüfung     | 6. März 2008       | Claudia Jüptner-Jonstorff | Thomas Baum |
| 19         | 6         | Gute Zusammenarbeit  | 13. März 2008      | Claudia Jüptner-Jonstorff | Thomas Baum |
| 20         | 7         | Georgs Rückkehr      | 20. März 2008      | Claudia Jüptner-Jonstorff | Thomas Baum |
| 21         | 8         | Der Anschlag         | 27. März 2008      | Claudia Jüptner-Jonstorff | Thomas Baum |
| 22         | 9         | Erntezeit            | 3. Apr. 2008       | Claudia Jüptner-Jonstorff | Thomas Baum |
| 23         | 10        | Die Diagnose         | 10. Apr. 2008      | Michael Riebl             | Thomas Baum |
| 24         | 11        | Der Besuch           | 17. Apr. 2008      | Michael Riebl             | Thomas Baum |
| 25         | 12        | Der Rückschlag       | 24. Apr. 2008      | Michael Riebl             | Thomas Baum |
| 26         | 13        | Das Angebot          | 1. Mai 2008        | Michael Riebl             | Thomas Baum |

## Staffel 3
Die Erstausstrahlung der dritten Staffel war vom 20. Mai bis zum 12. August 2010 auf dem österreichischen Sender ORF 2 zu sehen.
| Nr. (ges.) | Nr. (St.) | Originaltitel       | Erstausstrahlung A | Regie                     | Drehbuch                   |
| ---------- | --------- | ------------------- | ------------------ | ------------------------- | -------------------------- |
| 27         | 1         | Neue Ziele          | 20. Mai 2010       | Walter Bannert            | Thomas Baum                |
| 28         | 2         | Heftige Turbulenzen | 27. Mai 2010       | Walter Bannert            | Thomas Baum                |
| 29         | 3         | Die Reise           | 3. Juni 2010       | Walter Bannert            | Thomas Baum, Sascha Bigler |
| 30         | 4         | Zukunftspläne       | 10. Juni 2010      | Michael Riebl             | Thomas Baum, Sascha Bigler |
| 31         | 5         | Die Krise           | 17. Juni 2010      | Michael Riebl             | Thomas Baum, Sascha Bigler |
| 32         | 6         | Ende und Anfang     | 24. Juni 2010      | Michael Riebl             | Thomas Baum, Sascha Bigler |
| 33         | 7         | Fluchtpunkte        | 1. Juli 2010       | Claudia Jüptner-Jonstorff | Thomas Baum, Sascha Bigler |
| 34         | 8         | Wohin und zurück    | 8. Juli 2010       | Claudia Jüptner-Jonstorff | Thomas Baum, Sascha Bigler |
| 35         | 9         | Die Kandidatin      | 15. Juli 2010      | Claudia Jüptner-Jonstorff | Thomas Baum, Sascha Bigler |
| 36         | 10        | Auf Kollisionskurs  | 22. Juli 2010      | Claudia Jüptner-Jonstorff | Thomas Baum, Sascha Bigler |
| 37         | 11        | Die Qual der Wahl   | 29. Juli 2010      | Claudia Jüptner-Jonstorff | Thomas Baum, Sascha Bigler |
| 38         | 12        | Neue Wege           | 5. Aug. 2010       | Walter Bannert            | Thomas Baum, Sascha Bigler |
| 39         | 13        | Bleiben und gehen   | 12. Aug. 2010      | Walter Bannert            | Thomas Baum, Sascha Bigler |